# Gerry Star – Der (schlechteste) beste Produzent aller Zeiten
Gerry Star – Der schlechteste beste Produzent aller Zeiten ist eine deutsche Mockumentary-Comedy-Serie, die am 10. Januar 2025 auf Amazon Prime Video Premiere feierte. Die Serie wurde von Pyjama Pictures in Zusammenarbeit mit Prater Film für Prime Video produziert. Regie führten Tom Gronau und Max Wolter, die auch das Drehbuch verfassten.

## Handlung
Die Serie folgt dem erfolglosen Musikproduzenten Gerry Star, der sich selbst als Hitproduzent, Frauenschwarm und Geschäftsmann darstellt. Dabei lebt er auf einer Bowlingbahn und träumt vom großen Durchbruch mit seiner Band „Family Strike“. Gemeinsam mit Leadsängerin Stella, Drummer Micha und Koch Big B versucht er, den Deggendorfer Song Contest zu gewinnen, um die Aufmerksamkeit seines ehemaligen Musikpartners Ingo Rose, mittlerweile ein erfolgreicher Schlagerstar, zu erlangen.

## Produktion
Die erste Staffel umfasst acht Episoden mit einer Laufzeit von jeweils etwa 25 Minuten. Die Schauspieler Andrea Sawatzki, Robert Stadlober und Ben Becker sind in Nebenrollen zu sehen, der Rapper Finch in einer Episode als Gaststar.
Obwohl die erste Staffel mit einem offenen Ende abschließt, wurde bislang keine weitere Staffel angekündigt. Die Macher haben jedoch angedeutet, dass sie die Geschichte für abgeschlossen halten und an einer neuen Serie arbeiten.

## Rezeption
Die Serie erhielt gemischte Kritiken.
BR Kultur urteilte, Gerry Star sei nicht nur sehr lustig, sondern auch ein Kommentar für ein „offenes, progressives und modernes Deutschland“. Das Hamburger Abendblatt befand die Serie zum „wegschmeißen“ komisch, und die Süddeutsche Zeitung betonte, dass das Prinzip der Fremdschäm-Mockumentary auch ein Vierteljahrhundert nach The Office immer noch gut funktioniere und man sich auf eine Staffel 2 freuen könne. Auf Kino.de wurde die Serie für ihre komischen Fremdschammomente und den „brillianten“ Cast gelobt, und Rainer Tittelbach von tittelbach.tv gab der Serie 4,5/6 Sternen und hob vor allem das gute Timing und die „grandiose“ schauspielerische Leistung von Sascha Nathan hervor.
In einer negativen Kritik kritisierte die Frankfurter Allgemeine Zeitung den „klassischen Loser-Plot“ der „erzählerisch dürftig“ sei. Die taz hält die Serie zwar für „gut gemeint“, sie scheitere allerdings daran, dass sie „keinerlei Sympathie für den Protagonisten“ erlaube. Auch das Portal Film-Rezensionen.de kam zu einem negativen Urteil und kritisierte die Witze als einfallslos und die Figuren als stumpf, und der Tagesspiegel sprach in einem Verriss von plumpem „80er-Jahre-Humor“ und mutmaßte, den Machern sei die Handlung ihrer Serie egal gewesen.